# クラムチャウダー (アルバム)
『クラムチャウダー』は、1986年8月27日にリリースされた井上陽水のライブ・アルバムである。

## 概要
1986年6月14日〜6月16日にNHKホールで行われたライブの模様を収録している。

## 収録曲
- 全作詞・作曲：井上陽水（特記以外）、全編曲：大村憲司

### Side-A
1. 帰れない二人
作詞・作曲：忌野清志郎・井上陽水
2. ミス・コンテスト
3. 娘がねじれる時
4. ミスキャスト
5. 新しいラプソディー

### Side-B
1. 灰色の指先
2. ジャストフィット
3. ワインレッドの心
作曲：玉置浩二
4. 結詞

## 発売履歴
| 発売日        | 規格   | 規格品番   | 備考                 |
| ------------- | ------ | ---------- | -------------------- |
| 1986年8月27日 | LP     | 28K-117    |                      |
| 1986年8月27日 | CD     | 35KD-55    |                      |
| 1990年2月21日 | CD     | FLCF-29037 |                      |
| 2001年5月30日 | CD     | FLCF-3856  | デジタルリマスター版 |
| 2009年3月25日 | SHM-CD | FLCF-5009  |                      |

## ビデオ

### 解説
現在、DVD化はされていない。

### 収録曲
1. 帰れない二人
2. 招待状のないショー
3. カナリヤ
4. ミスコンテスト
5. とまどうペリカン
6. 娘がねじれる時
7. ミスキャスト
8. TRANSIT
9. ダンスはうまく踊れない
10. 新しいラプソディー
11. 傘がない(弾き語り)
12. 灰色の指先
13. 飾りじゃないのよ涙は
14. ジャストフィット
15. ワインレッドの心
16. いっそセレナーデ
17. Frozen Eyes
18. 結詞

### 発売履歴
| 発売日         | 規格   | 規格品番  |
| -------------- | ------ | --------- |
| 1986年9月1日   | VHS    | V158M4009 |
| 1986年9月1日   | ベータ | X158M4009 |
| 1988年12月14日 | LD     | F058-0018 |
|                | VHD    |           |

## 参加メンバー
- Vocal,Guitar:井上陽水
- Guitar＆コンサートアレンジ:大村憲司
- Percussion,Flute:浜口茂外也
- Drums:村上"ポンタ" 秀一
- Bass:高水健司
- Piano:中西康晴
- Keyboard:小林武史